# Samantha Cools
Samantha Cools (ur. 3 marca 1986 w Calgary) – kanadyjska kolarka BMX, srebrna medalistka mistrzostw świata.

## Kariera
Największy sukces w karierze Samantha Cools osiągnęła w 2006 roku, kiedy zdobyła srebrny medal w konkurencji cruiser podczas mistrzostw świata w São Paulo. W zawodach tych wyprzedziła ją jedynie Francuzka Laëtitia Le Corguillé, a trzecie miejsce zajęła María Belén Dutto z Argentyny. Był to jedyny medal wywalczony przez Cools na międzynarodowej imprezie tej rangi. W tej samej konkurencji zajęła piątą pozycję na rozgrywanych rok później mistrzostwach w Victorii. W 2008 roku wzięła udział w igrzyskach olimpijskich w Pekinie, ale nie weszła do finału.